# Flat Earth Society
Flat Earth Society este o organizație cu sediul la Lancaster, California, care susține teoria pământului plat. Teoria contemporană a pământului plat a fost inițiată de inventatorul englez, Samuel Rowbotham (1816-1884). Pornind de la interpretarea unor pasaje biblice, Rowbotham a publicat o carte cu 430 de pagini, numită „Pământul nu este rotund” (Earth Not a Globe), în care și-a exprimat punctul de vedere.
O nouă societate (International Flat Earth Research Society, IFERS, cu sediul în Dover, UK) a fost fondată în 1956 de către Samuel Shenton. Din 1971 (la moartea sa), organizația a fost preluată de Charles K. Johnson.